# Yukifumi Murakami
Yukifumi Murakami (japanska:村上 幸史, Murakami Yukifumi), född 23 december 1979 i Kamijima, Ehime prefektur, Japan, är en japansk spjutkastare.
Vid VM 2009 i Berlin noterade han 82,97 vilket räckte till en bronsmedalj.

## Personliga rekord
- Diskuskast: 50,21 Okayama 27 september 2003
- Spjutkast: 83,10 Berlin 21 augusti 2009